# Sami Frashëri
Sami Frashëri, född den 1 juni 1850 i byn Frashëri i södra Albanien, död den 18 juni 1904, var en albansk författare, filosof och dramatiker under den albanska nationella renässansen.
Şemseddin Sami Bey Frashëri studerade i en grekiskspråkig skola i staden Ioánnina och fick privatundervisning i turkiska, persiska och arabiska. Han talade även franska, italienska och grekiska.
Şemseddin Sami Bey Frashëri bedrev flera turkiska tidningar och beskyddade albanernas rättigheter. Han skrev en teoretisk redogörelse om Albaniens framtid som kom att bli det politiska manifestet för den albanska nationella rörelsen (den albanska titeln på boken: Shqipëria ç´ka qenë, ç´është e ç´do të bëhet). Hans största bidrag är två lexikografiska arbeten och ett uppslagsverk i sex band. Många andra vetenskapliga arbeten återstod ofullbordad vid hans död.
Şemseddin Sami Bey Frashëri är den mest hyllade albanska ideologen inom det albanska nationella uppvaknandet och en av de ledande figurerna inom den turkiska litteraturen. Han framställs av nutida albanska och turkiska författare som pionjären inom den albanska respektive turkiska nationalismen.
Han skrev Kamûs al-a'lám, ett uppslagsverk i sex band (4 830 sidor) på turkiska, samt ordböckerna Kamûs-u fransevi (fransk-turkisk) och Kamûs-u türkî (turkisk).
Yngste bror till Naim Frashëri och Abdyl Frashëri.